# Anochetus diegensis
Anochetus diegensis es una especie de hormiga carnívora del género Anochetus, categorizada en la tribu Ponerini, de la subfamilia Ponerinae. Fue descrita por Forel en 1912.

## Distribución
Se distribuye por América: Brasil, Colombia, Costa Rica, Ecuador, Guayana Francesa, Panamá, Perú y Venezuela.

## Hábitat
Habita en la selva tropical, en el bosque húmedo, seco, ribereño y secundario, sobre la vegetación en crecimiento, en bordes de arroyos, en la hojarasca y sobre la madera podrida. Se ha encontrado a elevaciones de 20 hasta 1050 m s. n. m.